# Copa Verde
La Copa Verde de Futebol (en français : Coupe Verte de football), est une compétition brésilienne de football organisée par la Confédération brésilienne de football (CBF). Cette compétition regroupe les plus grandes équipes des États du nord et du centre-ouest du Brésil. On ajoute à cette compétition les équipes de l'Espírito Santo (malgré sa position au sud-est du pays). La première édition est organisée en février 2014.

## Histoire
La compétition est née de la proposition d'organiser une compétition régionale, semblable à la Copa do Nordeste, pour les clubs de la région Nord et le nom de la compétition fait allusion à la forêt amazonienne. Les clubs de la région Centre-Ouest et de l'Espírito Santo (qui ont participé à la Copa Centro-Oeste (pt) entre 1999 et 2002) pourront également participer à la Copa Verde,. La compétition est organisée par la Confédération brésilienne de football et la première édition fut organisée en février 2014,.
Lors de la première (pt) et la deuxième (pt) éditions de la compétition, le vainqueur participe à la Copa Sudamericana,,. Depuis l'édition 2016 (pt), le vainqueur se qualifie à la Copa do Brasil, et la Fédération du Goiás de football participe à la compétition pour la première fois. Lors de l'édition suivante, aucune équipe de la FGF ne participe à la compétition, en raison de l’absence de dates disponibles dans le calendrier. Lors de la Copa Verde 2018 (pt), il est possible d'échanger des bouteilles en plastique ou des canettes en aluminium contre des billets, grâce à des machines installées dans les villes de Manaus,,, de Cariacica et de Vila Velha,.

## Organisation

### Déroulement de la compétition
À partir de l'édition 2019 (pt), la formule de la Copa Verde se présente ainsi,, :
- Un premier tour en matchs aller-retour, concernant seize équipes. Les huit vainqueurs se qualifient pour la phase à élimination directe.
- Une phase à élimination directe en matchs aller-retour, des huitièmes de finale aux demi-finales.
- Une finale en matchs aller-retour. La finale retour a lieu sur le terrain de la meilleure équipe de la compétition.

### Équipes participantes
La Fédération de l'Acre de football, la Fédération du Goiás de football, la Fédération du Mato Grosso de football et la Fédération du Pará de football ont trois clubs qui se qualifie pour la compétition, dont le champion régional. Puis, la Fédération de l'Amazonas de football (pt), la Fédération du District fédéral de football, Fédération de l'Espírito Santo de football et Fédération du Mato Grosso do Sul de football ont deux clubs qui se qualifie pour la compétition, dont le champion régional. Seule le champion régional est admissible pour la Fédération de l'Amapá de football, la Fédération du Rondônia de football (pt), la Fédération du Roraima de football (pt) et la Fédération du Tocantins de football (pt),.
| Rang 2020 | Fédération         | Points 2020 | Places en CV | Places en CV |
| Rang 2020 | Fédération         | Points 2020 | 8F           | 1T           |
| --------- | ------------------ | ----------- | ------------ | ------------ |
| 1         | Goiás              | 19,856      | 2            | 1            |
| 2         | Pará               | 9,746       | 2            | 1            |
| 3         | Mato Grosso        | 9,100       | 2            | 1            |
| 4         | Acre               | 3,305       | 2            | 1            |
| 5         | Amazonas (pt)      | 2,245       | 0            | 2            |
| 6         | District fédéral   | 2,237       | 0            | 2            |
| 7         | Mato Grosso do Sul | 2,059       | 0            | 2            |
| 8         | Espírito Santo     | 1,910       | 0            | 2            |
| 9         | Tocantins (pt)     | 1,876       | 0            | 1            |
| 10        | Rondônia (pt)      | 1,784       | 0            | 1            |
| 11        | Amapá              | 1,770       | 0            | 1            |
| 12        | Roraima (pt)       | 1,739       | 0            | 1            |

## Palmarès

### Par édition
Palmarès de la Copa Verde
| Année | Vainqueur       | Score                   | Finaliste                |
| 2014  | Brasília FC     | 1 - 2 - 1 (7 − 6) tab   | Paysandu SC              |
| 2015  | Cuiabá EC       | 1 - 4 5 - 1             | Clube Remo               |
| 2016  | Paysandu SC     | 2 - 0 1 - 2             | SE Gama                  |
| 2017  | Luverdense EC   | 3 - 1 1 - 1             | Paysandu SC              |
| 2018  | Paysandu SC (2) | 2 - 0 1 - 1             | Atlético Itapemirim (pt) |
| 2019  | Cuiabá EC (2)   | 0 - 1 - 0 (5 − 4) tab   | Paysandu SC              |
| 2020  | Brasiliense FC  | 2 - 1 1 - 2 (5 − 4) tab | Clube Remo               |
| 2021  | Clube Remo      | 0 - 0 0 - 0 (4 − 2) tab | Vila Nova FC             |
| 2022  | Paysandu SC (3) | 0 - 0 1 - 1 (4 − 3) tab | Vila Nova FC             |
| 2023  | Goiás EC        | 2 - 0 2 - 1             | Paysandu SC              |
| 2024  | Paysandu SC (4) | 6 - 0 4 - 0             | Vila Nova FC             |

### Palmarès individuel
| Édition | Meilleur(s) buteur(s)                                | Entraîneur vainqueur    |
| ------- | ---------------------------------------------------- | ----------------------- |
| 2014    | Lima (pt) (7)                                        | Luis Carlos Souza       |
| 2015    | Raphael Luz (8)                                      | Fernando Marchiori (pt) |
| 2016    | Rafael Grampola (pt) (6)                             | Dado Cavalcanti (pt)    |
| 2017    | Careca (5)                                           | Júnior Rocha (pt)       |
| 2018    | Cassiano (9)                                         | Dado Cavalcanti (pt)    |
| 2019    | Douglas Oliveira (5)                                 | Marcelo Chamusca (pt)   |
| 2020    | Alan Mineiro, Diego Rosa (5)                         | Vílson Taddei (pt)      |
| 2021    | Neto Pessoa (en) (9)                                 | Eduardo Baptista (pt)   |
| 2022    | Marlon Douglas de Sales Silva (it), Yan Philippe (3) | Márcio Fernandes (en)   |
| 2023    | Wanderson (4)                                        | Emerson Ávila (pt)      |